# Сражения на реке Паудер
Сражения на реке Паудер (англ. Powder River Battles) — серия боёв и стычек между американской армией и индейскими племенами, произошедшая с 1 по 15 сентября 1865 года на территории современных округов Кастер, Паудер-Ривер, Кэмпбелл и Шеридан.

## Предыстория
Летом 1865 года генерал-майор Гренвилл Додж, командующий департаментом Миссури, отправил карательную экспедицию на территорию Паудер-Ривер, которую возглавил бригадный генерал Патрик Коннор. Он разделил свои силы на три колонны, которые должны были окружить враждебных индейцев. Одну из колонн возглавил сам Патрик Коннор, остальные — Нельсон Коул и Сэмюэл Уокер. Все три колонны должны были соединиться в новом форте Коннор.
1 июля 1865 года полковник Нельсон Коул покинул Омаху, Территория Небраска, с более чем 1400 солдатами и 140 фургонами с провизией. Его колонна проследовала вверх по течению реки Луп, а затем повернула восточнее Блэк-Хилс и 13 августа 1865 года прибыла к Литл-Миссури. Солдаты Коула в течение 900 км путешествия страдали от жажды и голода. Подполковник Сэмюэл Уокер и его 600 канзасских кавалеристов покинули форт Ларами 6 августа 1865 года и встретились с экспедицией Коула 19 августа 1865 года недалеко от Блэк-Хилс. Его люди также страдали от нехватки воды и он потерял несколько своих солдат из 16-го Канзасского кавлерийского полка из-за плохой питьевой воды, некоторые из солдат были босиком, а многие лошади и мулы были истощены.
Одной из основных проблем обоих командующих было отсутствие у них знающих данную местность проводников. Нельсон Коул в июне прибыл в резервацию пауни и заручился услугами Джорджа Сандаса, белого скаута, и нескольких пауни. Однако Сандас оказался совершенно некомпетентным, а скауты пауни через некоторое время покинули войско Коула. У армии Уокера были аналогичные проблемы. Труднопроходимая местность затрудняла передвижение, а отсутствие воды и травы изнуряло лошадей. Истощение и болезни сказались на солдатах, которые стали проявлять неповиновение.

## Сражения
Две колонны встретились на реке Белл-Фурш к северу от Блэк-Хилс, но Коул и Уокер, которые недолюбливали друг друга и сразу начали ссориться и не соглашаться ни по одному вопросу, предпочли двигаться отдельными колоннами.

### 1 сентября
Утром 1 сентября 1865 года более 1400 американских солдат и гражданских лиц из колонны полковника Нельсона Коула расположились лагерем на Алкали-Крик, притоке реки Паудер, на территории современного округа Кастер. Команда Уокера разбила лагерь в нескольких километрах к югу. Примерно в 2 км от основного лагеря более 300 хункпапа, итазипчо и миннеконжу попытались угнать армейских лошадей. Коул отправил на разведку капитана Эдварда Роуленда и 7 солдат. Преследуя маленький отряд воинов, разведчики неожиданно столкнулись с другими индейцами, выскочившими из лощины. В последующем бое пятеро из этих семи солдат пострадали — двое были убиты, трое ранены, один — смертельно. Позже той же ночью были убиты ещё двое американских солдат в охотничьем отряде. Потери лакота во время битвы при Алкали-Крик составили четверо убитыми и четверо ранеными.

### 2—7 сентября
На следующий день, в субботу 2 сентября 1865 года, произошло по меньшей мере три небольших стычки с индейскими воинами. В первом один воин был убит в бою. Во втором случае сообщений о жертвах не поступало. В третьем, позднее в тот же день, двое солдат были убиты, возвращаясь в лагерь после охоты. Отчаянно нуждаясь в провизии, Коул и Уокер решили следовать вдоль реки Паудер на север, чтобы найти колонну бригадного генерала Патрика Коннора и его обоз. Дойдя до устья Мизпа-Крика, оба полковника решили повернуть назад и вернуться на юг, чтобы найти левую колонну Коннора. 5 сентября появились индейцы, которые попытались отрезать собиравших отбившихся мулов погонщиков. Американцы открыли огонь, но индейцы не отступили. Часть солдат переправилась через реку Паудер и немедленно подверглась нападению. Поскольку лошади индейцев были в лучшем состоянии, лакота настигли солдат и загнали их в реку. Два солдата было убито, два ранено, остальные смогли спастись благодаря своевременному прибытию на место части роты артиллерии. После этого американские войска продолжили путь вверх по реке Паудер.

### 8 сентября
8 сентября 1865 года войска Коула и Уокера продвигались на юг, вверх по реке Паудер, и снова снова подверглись нападению. Несколько индейских воинов натолкнулись на солдат и, вернувшись в стойбище, которое находилось в 16 км от армейского лагеря, сообщили об их присутствии. Не желая, чтобы солдаты атаковали их селение, индейцы напали на них первыми. Впереди колонны шёл передовой отряд солдат, численностью около 25 человек из 16-го Канзасского добровольческого кавалерийского полка под командованием второго лейтенанта Чарльза Балланса, который первым подвергся нападению. Индейцы атаковали небольшой отряд Балланса, и рядовой Уильям Лонг из роты Е был убит, а капрал Джон Прайс из роты G ранен. Чарльз Балланс послал одного из своих людей обратно к Уокеру, который наблюдал за происходящим с холма. Уокер отправил курьера сообщить полковнику Коулу о нападении. В это время Коул находился примерно в 3 км позади Уокера, наблюдая за переправой его обоза через реку Паудер. Полковник приказал организовать оборону, поставив фургоны в круг. Благодаря многозарядным винтовкам и артиллерии, солдаты оттеснили индейцев с поля боя. Относительно вооружения индейцев, Уокер сообщал, что шайенны и лакота имеют всего несколько хороших ружей. Ближе к концу боя был ранен ещё один рядовой армии США. По меньшей мере один индеец был убит и ещё один ранен.
Поле боя расположено на частной земле недалеко от слияния рек Пилгрим-Крик, Литтл-Пилгрим-Крик и Паудер, в округе Паудер-Ривер, штат Монтана, примерно в 8 км к северо-востоку от современного города Бродус.

### 9—10 сентября
С 8 по 10 сентября бушевала снежная буря, а температура резко понизилась. В результате погибли 414 лошадей войска Коула и более 100 у Уокера, что вынудило солдат уничтожить фургоны, кавалерийское снаряжение и прочие вещи, которые они не могли взять с собой, к тому же они вынуждены были есть сырую конину. 9 сентября Коул и Уокер смогли пройти всего 4 км. Утром 10 сентября 1865 года более 2000 солдат и гражданских лиц колонн Коула и Уокера расположились лагерем напротив устья реки Литтл-Паудер на территории современного округа Паудер-Ривер. Внезапно появился большой отряд индейских воинов, полностью окруживший войска Коула и Уокера и сопровождавший их по пути. Лакота имели мало ружей и боеприпасов, это подтверждается одним из офицеров Коула, который указал в своём рапорте, что в тот день, 10 сентября, индейцы имели четыре или пять хороших мушкетов.
Армейская колонна пересекла Литтл-Паудер и чуть выше её устья солдаты нашли следы огромного лагеря. Это было селение лакота и шайеннов, оставленное ими несколько дней назад.

### 11—15 сентября
11 сентября экспедиция продолжила путь на юг. Начался голод и солдаты стали забивать лошадей на мясо. 12 сентября колонны Коула и Уокера прошли мимо Терретт-Бьютт. 13 сентября войска находились на территории современного штата Вайоминг. 14 сентября произошла ещё одна небольшая стычка, в которой погиб один солдат. Это был последний бой с индейцами, в котором участвовали солдаты Коула и Уокера. 15 сентября капрал Чарльз Томас и два скаута пауни въехали в лагерь экспедиции и сообщили Коулу и Уокеру о недавно созданном форте Коннор, расположенному на реке Паудер. По пути они обнаружили отставшего от колонны одинокого солдата, Джона Хатсона. За доставку послания Коннора через территорию враждебных индейцев Томас впоследствии был награждён Медалью Почёта, сопровождавшие его пауни не удостоились таких почестей.

## Окончание экспедиции
Согласно указаниям Коннора, экспедиция Коула и Уокера должна была прибыть в форт Коннор, но солдаты были не в состоянии отправиться в путь. Коннор приказал командиру скаутов Фрэнку Норту с группой солдат и пауни выдвинуться с продовольствием на помощь экспедиции. 20 сентября измождённые солдаты прибыли в форт Коннор. Армия Коула и Уокера находилась в ужасном состоянии. Капитан Палмер из штаба Коннора сообщал, что они выглядели подобно бродягам. Через четыре дня туда прибыл Патрик Коннор, который счёл солдат непригодными для дальнейшей службы и отослал их обратно в форт Ларами.

## Итоги
Тринадцать солдат были убиты или смертельно ранены в период с 1 по 10 сентября, ещё трое умерли от болезней, что в общей сложности составляет шестнадцать убитых в течение десятидневного периода. По меньшей мере четырнадцать солдат были ранены в различных стычках с 1 по 15 сентября, двое — в результате дружественного огня. По меньшей мере семь индейских воинов были убиты и одиннадцать ранены солдатами Коула и Уокера. Если полковник Коул утверждал, что его солдаты убили двести индейцев, то подполковник Уокер, напротив, говорил о небольших потерях индейцев.
Колонны, руководимые Коулом и Уокером, не только не смогли нанести лакота и шайеннам даже минимальных потерь, но и едва сумели спастись сами. Помимо постоянных атак со стороны индейцев, они оказались не готовы к суровым условиям походной жизни. Воин шайеннов Джордж Бент, участник боев 8 сентября, заявил, что индейцы уничтожили бы колонны Коула и Уокера, если бы у них было огнестрельное оружие.
Патрик Коннор обвинил в провале экспедиции Коула и Уокера, хотя на деле вина полностью лежала на самом генерале. Это была самая бездарная по организации военная кампания против индейцев за всю историю Дикого Запада. Коннор изначально допустил много ошибок, самой серьёзной из которых стало то, что все скауты и проводники, почти две сотни, были сосредоточены в его колонне, тогда как Коул и Уокер отправились в незнакомую местность без проводников и хороших карт.